# 2017年遠東航空勞資爭議事件
2017年遠東航空勞資爭議事件，是遠東航空自2017年起發生的一連串勞資爭議。

## 過程
- 2017年3月，遠航工會成立後，協助20名空服員爭取飛行加給。5月3日，遠航於勞資調解會議前即資遣20名爭取加給之空服員，其中3人與資方達成協議，另17人遠航則以提前解約方式核發資遣金。5月6日，為聲援遭資遣之17名空服員，21名空服員集體請假，造成2航班臨時取消，事後遠航表示願意撤銷資遣決定讓17名空服員回任，而後有12人回任[1]。

- 5月21日端午疏運期間，9名地勤集體請假，遠航因而取消1航班及其回頭航班。6月6日，一名於5月21日請假之地勤運務王姓督導遭資遣，遠航主張其「煽動非法集體休假」，符合勞基法「違反勞動契約或工作規則，情節重大者可以不經預告終止契約」精神，因而與其終止勞動契約[2][3]。

- 9月，遠航將員工宿舍改至旗下之澄清湖會館，但因擔心消防安檢問題，企業工會行文請高雄消防局進行消防安檢，後於9月底證實消防不符規定需改善。10月7日，企業工會理事長詹文婷將消防未過之公文貼在空服員公佈欄，10月11日隨即與另一名呂姓空服員同遭解僱，理由為「未經公司允許，在空服處辦公室公布欄，張貼未經核准的文件，並且在空服組員抽屜櫃散發，嚴重破壞公司管理權行使」，遠航亦認為此解僱符合勞基法「違反勞動契約或工作規則，情節重大者可以不經預告終止契約」精神[4]。

- 11月2日，企業工會上傳影片，控訴遠航除苛刻薪資、違法解僱工會成員外，還要求空服員協助助選站台、陪酒、直播賺外快。11月6日，遠航認為散播此影片已影響公司商譽，控告3名前空服員加重誹謗罪[5]。

- 11月17日，遠航再以「煽動空服員惡意請假」為由，解僱2名工會幹部及會員[6]。